# London (Kiribati)

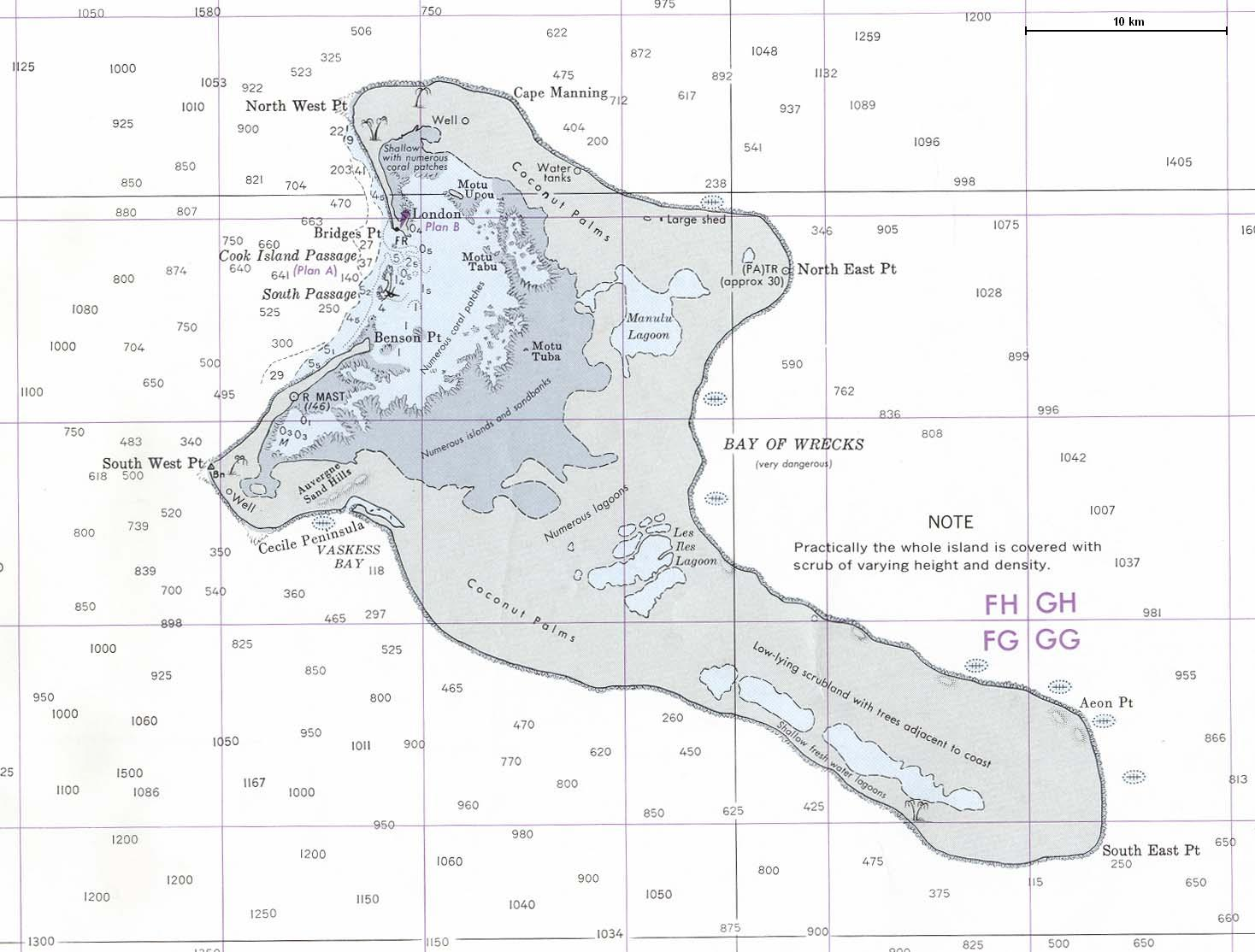
London se localiza al norte del atolón de Kiritimati.

London, en inglés y Ronton en gilbertense es la principal localidad del atolón de Kiritimati, también conocido como Christmas Island, en Kiribati, en el océano Pacífico. En el 2005, contaba con una población de 1,829 personas.
Se localiza en las coordenadas 1°59′N 157°28′O / 1.983, -157.467.